# Cơ học
Cơ học là một ngành của vật lý nghiên cứu về chuyển động của vật chất trong không gian và thời gian dưới tác dụng của các lực và những hệ quả của chúng lên môi trường xung quanh. Ngành này đã phát triển từ thời các nền văn minh cổ đại. Trong thời kỳ cận đại, các nhà khoa học Galileo, Kepler, và đặc biệt là Newton đã đặt nền tảng cho sự phát triển của ngành này mà bây giờ gọi là cơ học cổ điển.
Thông thường khi nói đến cơ học thì người ta hiểu ngầm đó là cơ học cổ điển, ngành này nghiên cứu các vật thể vĩ mô có vận tốc chuyển động nhỏ hơn nhiều so với tốc độ ánh sáng. Thuyết tương đối hẹp nghiên cứu các vật thể chuyển động với vận tốc xấp xỉ tốc độ ánh sáng và thuyết tương đối rộng mở rộng định luật vạn vật hấp dẫn của Newton lên một mức sâu sắc hơn. Cơ học lượng tử nghiên cứu tự nhiên ở cấp độ vi mô và là thành tựu to lớn của vật lý hiện đại.

## Các chuyên ngành trong cơ học
- Cơ học cổ điển
  - Cơ học Newton, lý thuyết nguồn gốc của chuyển động (động học) và các lực (động lực học)
  - Cơ học Lagrange, một hình thức lý thuyết
  - Cơ học Hamilton, một hình thức lý thuyết khác
- Cơ học thiên thể, chuyển động của các ngôi sao, thiên hà...
- Cơ học vật rắn, lý thuyết đàn hồi, các đặc tính của vật thể rắn hoặc vật thể bán-rắn
- Vật rắn, cân bằng vật rắn
- Cơ học chất lưu, cơ học môi trường liên tục, chuyển động của chất lưu (lỏng, khí,...)
- Thủy lực học, cân bằng của chất lỏng
- Cơ sinh học, chất rắn, chất lỏng... trong sinh học
- Cơ học thống kê
- Thuyết tương đối hoặc cơ học Einstein, hấp dẫn vũ trụ
- Cơ học lý thuyết
- Cơ học lượng tử
- Vật lý hạt, chuyển động, cấu trúc và tương tác của các hạt cơ bản
- Vật lý hạt nhân, chuyển động, cấu trúc và tương tác của các hạt nhân
- Vật lý vật chất đậm đặc, lượng tử chất khí, vật rắn, chất lỏng...
- Cơ học lượng tử thống kê